# Metilclotiazide
La metilclotiazide o meticlotiazide, il cui nome commerciale è Enduron, è un farmaco diuretico di natura tiazidica.